# Benjamin Stambouli
Benjamin Stambouli (nascut el 13 d'agost de 1990) és un futbolista francès que juga com a migcampista defensiu per a Paris Saint-Germain FC a la Ligue 1 francesa.